# نووه دووری (ناحیه ژدار ناد سازاوو)
نووه دووری (ناحیه ژدار ناد سازاوو) (به چکی: Nové Dvory) یک منطقهٔ مسکونی در جمهوری چک است که در ناحیه ژدار ناد سازاووو واقع شده‌است. نووه دووری ۵٫۵۲ کیلومتر مربع مساحت و ۲۵۹ نفر جمعیت دارد و ۵۰۵ متر بالاتر از سطح دریا واقع شده‌است.